# Bhadreswar
Bhadreswar ist eine Stadt im indischen Bundesstaat Westbengalen. Die Stadt ist Teil der Agglomeration Kolkata und liegt am linken Ufer des Flusses Hugli.
Die Stadt gehört zum Distrikt Hugli. Bhadreswar hat den Status einer Municipality. Die Stadt ist in 20 Wards (Wahlkreise) gegliedert.

## Demografie
Die Einwohnerzahl der Stadt liegt laut der Volkszählung von 2011 bei 101.477. Bhadreswar hat ein Geschlechterverhältnis von 903 Frauen pro 1000 Männer und damit einen für Indien üblichen Männerüberschuss. Die Alphabetisierungsrate lag bei 86,5 % im Jahr 2011. Knapp 83 % der Bevölkerung sind Hindus, ca. 17 % sind Muslime und weniger als 1 % gehören einer anderen oder keiner Religion an. 9,4 % der Bevölkerung sind Kinder unter 6 Jahren. Bengali ist die Hauptsprache in und um die Stadt.

## Infrastruktur
Durch die Eisenbahnstation von Bhadreswar ist die Innenstadt von Kolkata zu erreichen.